# Anselmo Giorcelli
Anselmo Giorcelli (31. prosinec 1928, Fontanetto Po, Italské království – 20. září 2019, Alessandria, Itálie) byl italský fotbalový brankář a trenér.

## Kariéra
Vyrostl v Trinese a v roce 1947 si ho všimli skauti Alessandria, týmu, se kterým debutoval v nejvyšší lize během sezony 1947/48. Po třech letech odešel do Monzy a po jedné sezoně odešel do Boloni, za kterou hrál 9 let do sezony 1960/61. S klubem vyhrál Středoevropský pohár 1961.
Za reprezentaci nikdy nenastoupil, i když byl nominaci na OH 1952.
Po ukončení hráčské kariéry se stal trenérem.

## Úspěchy

### Klubové

#### Kontinentální
- vítěz středoevropského poháru (1x)

Boloňa: 1961

### Reprezentační
- 1× na OH (1952)